# Xantolis baranensis
Xantolis baranensis är en tvåhjärtbladig växtart som först beskrevs av Paul Lecomte, och fick sitt nu gällande namn av Pieter van Royen. Xantolis baranensis ingår i släktet Xantolis och familjen Sapotaceae.
Artens utbredningsområde är Vietnam. Inga underarter finns listade i Catalogue of Life.